# Ambuja Cements
Ambuja Cements Limited (früherer Name Gujarat Ambuja Cements Limited) ist ein indisches Unternehmen mit Firmensitz in Mumbai, das Zement und Bausteine herstellt. Ambuja Cements beschäftigt über 4.400 Mitarbeiter.
2006 produzierte die Gesellschaft 4,12 Millionen Tonnen Zement, gut 20 % mehr als 2005. Der Umsatz stieg von 7,73 Milliarden Indischen Rupien im Jahr 2005 um 72 % auf 13,29 Milliarden Rupien.
Ambuja Cements unterhält Zementfabriken in 
- Kodinar in Gujarat,
- Bhatapara in Chhattisgarh,
- Ropar und Bhatinda in Punjab,
- Chandrapur in Maharashtra,
- Pali in Rajasthan,
- Sankrail in Westbengalen,
- Darlaghat in Himachal Pradesh,
- sowie eine Fabrik in Andhra Pradesh.

Der Schweizer Zementkonzern Holcim ist mit 30,3 % an Ambuja beteiligt.